# CANDU

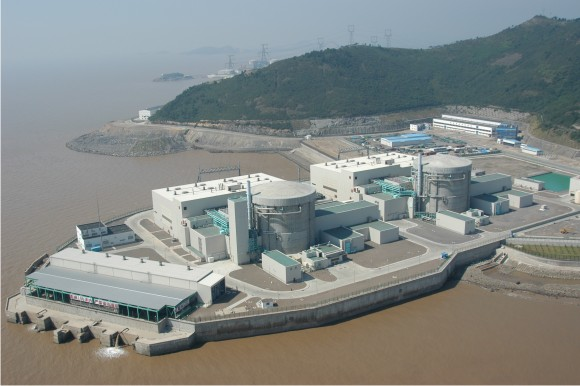
Reaktory CANDU v Qinšanu 3-1 a 3-2

CANDU (CANada Deuterium-Uranium) je kanadský energetický jaderný reaktor moderovaný a chlazený těžkou vodou v horizontálních tlakových kanálech. Je typem reaktoru umožňující použití přírodního, tedy neobohaceného uranu. Tento typ prokázal své přednosti především v rámci kanadského národního rozvoje jaderné energetiky a má tak ve srovnání s lehkovodními reaktory spíše lokální význam. Možnost použití domácího přírodního uranu a nezávislost provozovatele na obohacovacích kapacitách však činí systém CANDU atraktivní i pro další, zejména rozvojové země. V roce 2015 byly reaktory tohoto typu v provozu v Indii, Pákistánu, Jižní Koreji, Argentině, Rumunsku a v Číně. O reaktory CANDU se zajímají také Turecko a Portugalsko.

## Historie
Výzkum těžkovodních reaktorů byl zahájen již v roce 1945, kdy byl v Kanadě spuštěn první experimentální reaktor ZEEP (Zero Energy Experimental Pile). O dva roky později následovalo ve výzkumném středisku Chalk River spuštění velkého experimentálního reaktoru NRX (National Reactor Experiment). Tento reaktor měl na svou dobu pozoruhodný tepelný výkon 47 MW a po dlouhou dobu produkoval nejvyšší hustotu neutronového toku na světě. Kanadská výzkumná základna byla v roce 1957 doplněna reaktorem NRU o tepelném výkonu 95 MW, čímž byly vytvořeny podmínky pro výstavbu malé demonstrační elektrárny NPD (Nuclear Power Demonstration Station).
Podle původní koncepce měl být NPD postaven jako těžkovodní reaktor s nádobou tankového typu o elektrickém výkonu kolem 20 MW. Pozdější analýzy však ukázaly přednosti reaktoru s horizontálními tlakovými kanály a tak byla v roce 1962 spuštěna elektrárna, z níž vycházejí produkty současných kanadských těžkovodních reaktorů typu CANDU. Další elektrárnu Douglas Point (el. výkon 206 MW), uvedenou do provozu v roce 1968, můžeme již považovat za průmyslový prototyp elektrárny s reaktorem CANDU.
Úspěšný provoz demonstrační elektrárny NPD a zkušenosti shromážděné v průběhu výstavby a provozu prototypu Douglas Point umožnily zahájit průmyslovou výstavbu jaderných elektráren s reaktory CANDU. V roce 1965 bylo započato s výstavbou prvého bloku JE Pickering A, projektované se čtyřmi bloky o celkovém elektrickém výkonu přes 2 000 MWe. Již v roce 1973 byl spuštěn poslední blok a ještě v témž roce stanula JE Pickering v čele světové produkce jaderné elektrické energie, když vyrobila přes 14 TWh. Jednotlivé bloky dosáhly pozoruhodného součinitele ročního využití 93, 70, 86 a 90 %. Také v dalších letech byly provozní výsledky této elektrárny vynikající.
Ještě v roce 1971 byla zahájena výstavba další kanadské elektrárny s reaktory CANDU (Bruce) a zájem o kanadské těžkovodní reaktory projevily i některé další země, sledující nezávislost jaderné energetiky na zahraničních dodávkách obohaceného uranu. Kromě Indie, Pákistánu, Argentiny a Jižní Koreje vystavělo JE s reaktory CANDU také Rumunsko. Od roku 2002 se mezi země provozující reaktory CANDU přidala také Čína. 

## Princip
| 1 | Palivové články                                    | 8  | Zařízení na výměnu palivových článků |
| 2 | Zásobník moderátoru (kalandrie) (bez tlaku)        | 9  | Těžká voda jako moderátor            |
| 3 | Regulační tyče                                     | 10 | Tlaková trubice                      |
| 4 | Zásobník těžké vody pro primární okruh             | 11 | Pára sekundárního okruhu             |
| 5 | Parogenerátor                                      | 12 | Návrat studené vody od turbíny       |
| 6 | Oběhové čerpadlo pro sekundární okruh (lehká voda) | 13 | Kontejnment                          |
| 7 | Oběhové čerpadlo pro primární okruh                |    |                                      |

Schéma reaktoru CANDU

Těžkovodní reaktor je jaderný reaktor, jehož chladivem a současně moderátorem neutronů je těžká voda (D2O). Hlavní části těžkovodního reaktoru tvoří:
- aktivní zóna
- nádoba ve tvaru ležícího válce (kalandria) s tlakovými kanály
- řídicí a regulační orgány
- další části (válcový plášť kalandrie, vnitroreaktorové měření, pohony řídících tyčí, atd.)[2][1]

Hlavním cílem těžkovodního reaktoru je ohřev vody v jeho aktivní zóně na co nejvyšší teplotu. Tato voda pak proudí primárním okruhem do parogenerátoru, kde předává své teplo parovodní směsi o nižším tlaku tak, aby následně do parní turbíny odcházela suchá pára. Ochlazená voda primárního okruhu se pak z parogenerátoru vrací pomocí hlavního cirkulačního čerpadla zpět do reaktoru.
Vlastní reaktor je součástí primárního okruhu, jehož dalšími hlavními komponentami jsou:
- parogenerátory – rekuperační výměníky tepla, které slouží k přenosu tepla z primárního okruhu (voda ohřívaná v reaktoru) přes teplosměnné trubky do sekundární části (parovodní směs). Sekundární okruh pak slouží pro pohon turbosoustrojí. Stěny trubek parogenerátorů současně oddělují primární okruh od sekundárního a zabraňují přechodu radioaktivních látek z chladiva primárního okruhu do okruhu sekundárního
- kompenzátor objemu – slouží pro dosažení a udržování potřebného tlaku vody v primárním okruhu a pro umožnění objemových změn při změnách teploty vody
- hlavní cirkulační čerpadla – zajišťují cirkulaci chladiva jednotlivými smyčkami primárního okruhu
- hlavní cirkulační potrubí – propojuje mezi sebou hlavní komponenty primárního okruhu

## Aktivní zóna
V aktivní zóně předává jaderné palivo své teplo chladivu. Aktivní zóna se skládá z těchto hlavních částí:
- jaderné palivo – palivové tabletky (pelet) z přírodního uranu v krátkých trubkách tvoří palivové soubory (kazety)[3]
- pokrytí (povlak) – izoluje jaderné palivo od proudící vody
- moderátor neutronů – intenzivně zpomaluje neutrony, v reaktoru CANDU se jedná o těžkou vodu, která má velmi dobrou neutronovou bilanci (snižuje únik neutronů na minimum)[4]
- absorbátor neutronů – intenzivně pohlcuje neutrony, prostředek pro řízení a bezpečné rychlé odstavení jaderného reaktoru, používané materiály: v podobě řídících a regulačních tyčí bór (V případě selhání havarijních tyčí zasahuje systém nouzového vstřikování gadolinia do moderátoru.)
- chladivo – těžká voda odvádí v palivu generované teplo z aktivní zóny a následně z reaktoru[2]
- konstrukční materiály

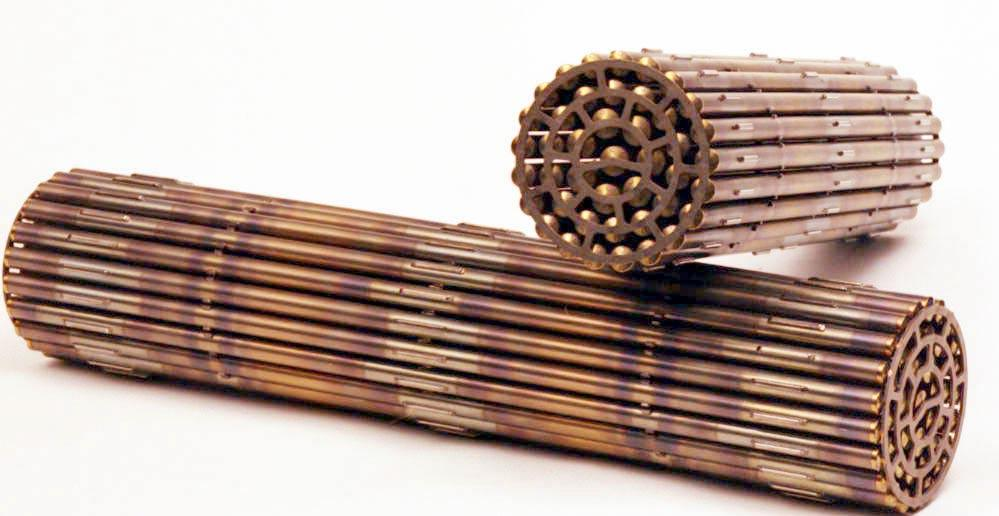
Palivový článek reaktoru CANDU

Mezi přednosti jaderných elektráren s reaktory CANDU patří na prvním místě možnost použití přírodního uranu, bez nároků na obohacovací kapacity. Parazitní absorpce neutronů v aktivní zóně moderované a chlazené těžkou vodou je nízká a reaktory CANDU se ve spotřebě štěpného materiálu projevují vysokou hospodárností. Další předností kanadských reaktorů je spolehlivý provoz, s vysokým součinitelem využití. Jelikož se palivo v reaktorech vyměňuje za plného provozu, není třeba elektrárnu při výměně paliva odstavovat. Další příznivý vliv na spolehlivost systému má kromě pečlivé výroby a údržby i zvolená koncepce s horizontálními tlakovými kanály. Předností této koncepce je, že pouze část zařízení pracuje při vysokém tlaku a že odpadá tlaková nádoba reaktoru. Jednotlivé části elektrárny lze tak vyrábět za kontrolovaných podmínek ve výrobních závodech a snadno převážet na staveniště.
Mezi nedostatky kanadské koncepce patří značné množství těžké vody potřebné k provozu reaktoru a úniky této drahé kapaliny v systému odvodu tepla. Technologie výroby těžké vody je však plné zvládnuta a může být vyvezena i do zahraničí těm partnerům, kteří chtějí provozovat dovezené reaktory nezávisle na výrobci. Každý nový reaktor vyžaduje asi 0,8 t těžké vody na 1 instalovaný MW elektrického výkonu. Jaderná elektrárna o výkonu 1 000 MWe, tedy potřebuje ke svému provozu asi 800 tun těžké vody. Výstavba závodu na výrobu těžké vody s kapacitou 800 t/r si vyžádá asi polovinu investičních prostředků potřebných k výstavbě elektrárny o výkonu 1 000 MWe.
Mezi další nedostatky této koncepce je nižší termodynamická účinnost elektráren, která je z velké části způsobena izolací moderátoru od chladiva. Moderátor je od palivového kanálu oddělen plynovou vrstvou a jeho pracovní teplota je nízká. Jelikož se asi 5 % tepelné energie získané při štěpení těžkých jader uvolňuje zpomalováním štěpných neutronů přímo v moderátoru, je nutné toto teplo odvádět samostatným chladicím okruhem. Využitelnost tohoto tepla je však vzhledem k nízké teplotě problematická. Nižší účinnost přeměny energie je kompenzována úsporou paliva.